# اچ‌ام‌اس راسل (اف۹۷)
اچ‌ام‌اس راسل (اف۹۷) (به انگلیسی: HMS Russell (F97)) یک کشتی بود. این کشتی در سال ۱۹۵۴ ساخته شد.